# ICER
ICER — формат стиснення зображень з використанням вейвлет-перетворення. Використовується в місіях NASA, зокрема в марсіанських. Має режими стиснення з втратами і без втрат. Схожий на формат JPEG2000. ICER розроблявся з метою отримання високого ступеня стиснення для фотознімків, одержуваних у далекому космосі.
Формат використовувався марсоходами «Spirit» (MER-A) і «Opportunity» (MER-B) практично для всіх двовимірних зображень. Близько 10% зображень стискалося за допомогою LOCO (на початок 2004 року).

## Ступінь стиснення і якість
Формат ICER дозволяє користувачеві вибрати два параметри, що впливають на ступінь стиснення і якість отриманого зображення. Задається максимальний допустимий розмір файлу і чисельний рівень якості. Кодер ICER припиняє роботу або по перевищенню розміру файлу, або по досягненню заданої якості — залежно від того, яка умова виконається раніше.
У разі коли потрібно отримати максимальну якість при обмеженому розмірі файлу, встановлюється рівень якості lossless (без втрат).
Стиснутий бітовий потік ICER складається з декількох частин (сегментів), які можна розкодувати незалежно. Сегменти відповідають прямокутним частинам зображення. Межі між ними можуть бути помітні при використанні режиму стиснення з втратами.
Для стиснення бітового потоку використовується рекурсивне перемежоване ентропійне кодування і Коди Голомба.

## Відмінності між ACER і JPEG2000
- JPEG2000 використовує арифметику з плаваючою комою, ICER — тільки цілочисельну арифметику (для спрощення використання формату на простих процесорах, призначених для космічних застосувань);
- ICER використовує модифікований LOCO-компресор (англ. Low Complexity Lossless Compression) для стиснення без втрат;
- JPEG 2000 використовує декілька різних моделей стиснення без втрат, за допомогою перемикання вейвлет-компресора в режим стиснення без втрат;
- ICER і JPEG 2000 використовують різні колірні простори.